# ستيف هاميلتون
ستيف هاميلتون (بالإنجليزية: Steve Hamilton)‏‏ (20 يناير 1961 في ديترويت - ) كاتب، وروائي، وكاتب جريمة من الولايات المتحدة.

## الجوائز
- جائزة إدغار